# 法界屋
法界屋（ほうかいや）とは、明治から昭和初期にかけて、法界節などを歌いながら全国を旅した巷間芸能の一種をする者。演歌師とも呼ばれた。その出自の多くは部落民であり、その他に書生崩れ、盲人などがあった。月琴をはじめ三味線、琴、拍子木などを持ち、法界節に限らず様々な唄を歌って門付をおこなった。
明治の中ごろ、編笠に白袴の書生が、月琴を伴奏に法界節を歌って歩く芸が全国で流行った。当時一部書生たちの間で月琴や明笛などが流行っており、実家からの学資が途絶えた書生が生活のために月琴片手に編笠をかぶり、門付をしながら放浪したのが始まりという。その後明治末期になると、印半纏に腹掛け・ももひきという服装で、琴・三味線・胡弓・尺八・太鼓などを合奏しながら盛り場や花街を流し、唄を歌うようになり、大阪を中心に流行した。
明治時代の小説『新不言不語』は、女の法界屋のいでたちについて「お約束の編笠を頂きて、よれよれになりし滝縞の浴衣、襟の汚れしに黒き髪のもつれかかれるが見ゆ、月琴を斜めに背負い、海老茶袴の色褪せしを裾短かに着け、浅黄の手甲着けしに頬杖つき、土埃に汚れし脚絆の足投げ出し」と描写しているが、大正時代には、汚れた着物に白金巾の兵児帯というそれまでのみすぼらしい姿に替わって、派手で気を遣ったものを身につけるようになっていたという。